# Flórián Albert

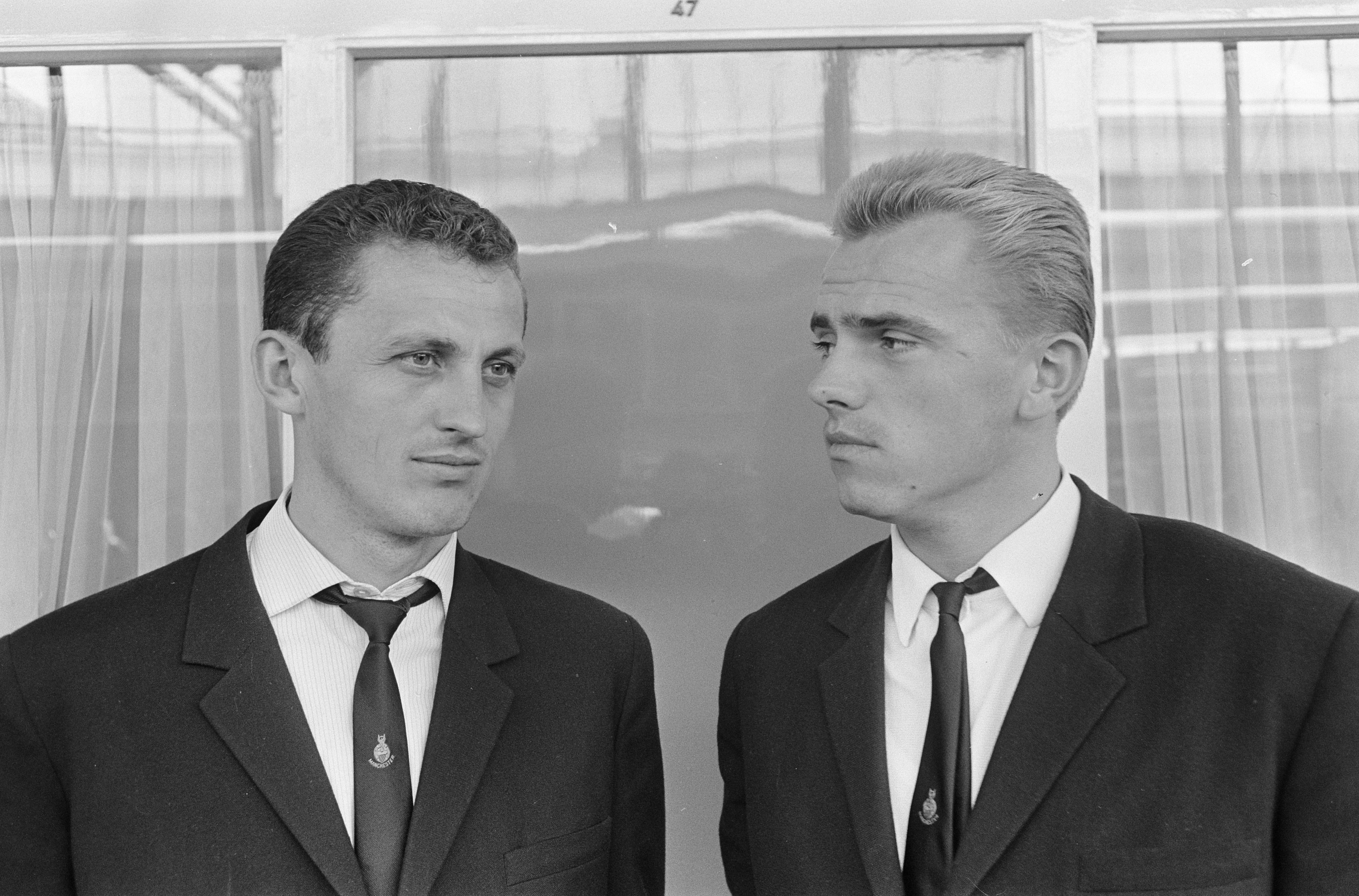
Flórián Albert (vlevo) s Kálmánem Sészölym roku 1966

Flórián Albert (15. září 1941, Hercegszántó – 31. říjen 2011, Budapešť) byl maďarský fotbalový útočník a reprezentant. Roku 1967 získal Zlatý míč pro nejlepšího fotbalistu Evropy.
V sezóně 1964/65 získal s Ferencvárosem Budapešť Veletržní pohár (předchůdce Poháru UEFA). Čtyřikrát vyhrál maďarskou ligu (1963, 1964, 1967, 1968) a jednou maďarský pohár (1972). Třikrát byl nejlepším střelcem maďarské ligy (1960, 1961, 1965) a jednou Veletržního poháru (1967). Spolu s dalšími pěti hráči byl i nejlepším střelcem mistrovství světa v roce 1962 (4 branky). Dvakrát byl vyhlášen nejlepším fotbalistou Maďarska (1966, 1967). Celou svou fotbalovou kariéru strávil v jediném klubu: Ferencvárosi Budapešť. Odehrál za něj 351 ligových utkání a v nich vstřelil 255 ligových gólů, celkem vstřelil 383 branek v 537 zápasech. Je legendou klubu, v roce 2007 po něm byl pojmenován stadión klubu: Albert-stadium. V maďarské reprezentaci odehrál 75 zápasů, v nichž dal 31 branek. Získal s ní bronzovou medaili na mistrovství Evropy roku 1964. Měl přezdívku Császár (v překladu Císař).